# 伊兰泰
伊兰泰（？—？），正白旗人，是一名清朝政治人物。
伊兰泰曾于乾隆二十七年（1762年）接替孟琇任兴化府知府一职，乾隆二十九年由奇宠格接任。